# Успенский, Вячеслав Павлович
Вячесла́в Па́влович Успе́нский (17 сентября, 1880, Елатьма—28 марта 1929, Москва) — участник революционного движения в России, советский издатель, редактор, председатель правления театрально-кинематографического издательства «Теакинопечать» (1927—1929). 

## Биография
Родился в Елатьме Тамбовской губернии в семье учителя гимназии. В 1901 году окончил 1-ю Харьковскую гимназию и поступил на медицинский факультет Императорского Харьковского университета. В ноябре 1901 года в связи со студенческой забастовкой был отчислен из университета и выслан в Полтаву. В 1902 году выехал за границу, учился в Лозаннском, затем — Женевском университете на медицинских факультетах. В 1903 году возвратился в Россию, работал разъездным статистиком в переселенческом управлении Томской губернии. Осенью 1903 года вновь поступил в Императорский Харьковский университет, принимал участие в работе марксистских кружков.   
В 1904 году вступил в ряды РСДРП, участвовал в революционном движении, был арестован и исключён из университета без права поступления в учебные заведения. По освобождению работал при университетской бактериологической станции, летом 1905 года — земским статистиком в Старобельском уезде. Осенью 1905 года вернулся в Харьков, затем переехал в Москву, участвовал в декабрьском вооруженном восстании. В 1906 году был повторно арестован и заключён в Мясницкий арестный дом, откуда пытался совершить побег. После неудачного побега был предан военно-окружному суду, но бежал, жил под чужой фамилией. В 1907 году был вновь арестован и сослан в Актюбинск, по дороге в ссылку бежал, выпрыгнув на ходу из поезда, был заочно приговорён к 12 годам каторги. В 1907 году эмигрировал во Францию, жил в Париже, работал слесарем, затем служил во французской армии, за неповиновение был отправлен в Алжир. Во время эмиграции не прекращал революционной деятельности и связи с организациями РСДРП. В 1921 году вернулся на родину, работал в Совете народных комиссаров РСФСР и Коммунистическом университете трудящихся Востока. Затем был направлен на работу в Наркомзем Украинской ССР. В 1922—1923 годах работал в Украинском тресте сельскохозяйственного машиностроения «Укртрестсельмаш», в 1924 году — в аппарате ЦК ВКП(б)У и издательстве «Коммунист» ЦК ВКП(б)У.  
С 1925 года — в Москве. Входил в состав Временного центрального совета Общества друзей советского кино (ОДСК) (1925).
В октябре 1925 года на общем собрании учредителей паевого товарищества «Киноиздательство РСФСР„ Кинопечать“» (с октября 1927 года — театрально-кинематографическое издательство «Теакинопечать») был избран директором-распорядителем. Является основателем и организатором издательства. В 1926—1927 годах — член правления, в 1927—1929 годах — председатель правления издательства. Направлял усилия на то, чтобы заидеологизированная литература не доминировала в редакционно-издательских планах «Теакинопечати».
В 1926 году — заместитель ответственного редактора газеты «Кино», журнала «Советский экран», редактор журнала «Цирк». В 1928—1929 годах — ответственный редактор журнала «Советский экран».
С января по май 1928 года — генеральный представитель АО «Совкино» в Нью-Йорке, во время пребывания за границей оставался членом правления «Теакинопечати». По возвращении в Москву вновь работал председателем правления «Теакинопечати».
В 1928 году В. М. Киршон подверг критике периодические издания издательства за господство в них враждебной идеологии и «мещанского засилья». В марте 1929 году состоялся общественный суд над Успенским. Суд был инициирован Наркоматом Рабоче-крестьянской инспекции и коллегией рабочих заседателей. Успенский был обвинён в коммерциализации издательства, в ходе процесса были выдвинуты политические обвинения. В прессе была развёрнута кампания травли, Успенский был отстранён от должности, поднимался вопрос об исключении его из рядов ВКП(б).
28 марта 1929 года в Москве покончил жизнь самоубийством.
В некрологе, опубликованном в газете «Правда», указывалось, что «недавно разбиравшееся дело „Теа-Кино-Печати“ вылилось по форме в дело тов. Успенского потому, что ошибки не только свои, но и аппарата он мужественно принял на себя». В письме от 30 марта 1929 года А. В. Луначарский отмечал, что Успенский «не нашёл в себе силы бороться дальше против гнусной травли, жертвой которой он пал».

### Семья
- отец — Павел Николаевич Успенский (1850—1904), инспектор студентов в Харьковском практическом технологическом институте, статский советник[3];
- мать — Леонила Евграфовна Виноградова[3];
- жена — Евлалия Яковлевна Успенская (урожд. Ган) (1883—1970), революционерка, член ВЦИК, сотрудник Коминтерна[2][40][41][42];
  - дочь — Клавдия Вячеславовна Акчурина-Успенская (1902—1978), доцент кафедры истории музыки Московской консерватории[43];
    - правнук — Сергей Евгеньевич Акчурин (род. 1952), русский писатель, сценарист[14];

  - дочь — Евлалия Вячеславовна Успенская (Ольгина) (1904—1986) — актриса советского кино[44].